# Střelba na základní škole v Bělehradě
Ve středu 3. května 2023 ráno kolem 8.00 hodin došlo ke střelbě na základní škole Vladislava Ribnikara v Bělehradě v Srbsku, kdy 13letý chlapec zastřelil člena ochranky a 8 vrstevníků a dalších 7 zranil. (Po přibližně 14 dnech boje o život v nemocnici zemřela další dívka – Angelina Aćimović.) Celkem přišlo o život 10 lidí.
Po činu, na který se dopředu připravoval, na sebe sám zavolal policii, která jej zadržela, ale kvůli nízkému věku není chlapec trestně zodpovědný. Chlapec, dle spolužáků byl introvert s dobrými studijními výsledky, byl následně předán na psychiatrii.

## Průběh útoku
Útok trval několik minut. Chlapec vešel do školy a u vchodu zastřelil člena ochranky (Dragan Vlahović 53), dvě dívky pátého ročníku (Ana Božović 11, Bojana Asović 11) a jednu dívku sedmého ročníku (Sofija Negić 14). Poté se přesunul do jeho třídy na hodinu dějepisu, kde těžce zranil učitelku (Tatjana Stevanović 43) a šest dalších spolužáků (Helena Komnenović 14, Andrej Batinić 13, Vladimir Popović 14, Jovan Dimitrović 14, Veljko Milošević 14 a Angelina Aćimović 14, která po 12 dnech podlehla zraněním). Mrtvých ve třídě bylo 6 (Adriana Dukić 14, Katarina Martinović 12, Ema Kobiljski 13, Mara Anđelković 14, Andrija Čikić 14 a Angelina Aćimović 14, která podlehla zraněním po 12 dnech boje v nemocnici). Pachatel si předem připravil seznam žáků, které zlikviduje. Střelná zbraň patřila otci. Po činu na sebe sám zavolal policii. Motiv jeho činu není jasný. Některá média uváděla, že se jednalo o pomstu dívkám, které ho údajně šikanovaly. Toto však později bylo vyvráceno.

## Oběti
| Mrtví lidé          | Mrtví lidé | Mrtví lidé                                                                                              |
| ------------------- | ---------- | --- |
| Jméno a příjmení    | Věk        | Popis                                                                                                   |
| Dragan Vlahović     | 53         | člen ochranky                                                                                           |
| Ana Božović         | 11         | žákyně páté třídy                                                                                       |
| Bojana Asović       | 11         | žákyně páté třídy                                                                                       |
| Sofija Negić        | 13         | žákyně sedmé třídy                                                                                      |
| Mara Anđelković     | 13         | žákyně sedmé třídy a spolužačka pachatele                                                               |
| Katarina Martinović | 12         | žákyně sedmé třídy a spolužačka pachatele                                                               |
| Adriana Dukić       | 14         | žákyně sedmé třídy a spolužačka pachatele                                                               |
| Angelina Aćimović   | 14         | žákyně sedmé třídy a spolužačka pachatele, zemřela po dvanácti dnech v nemocnici                        |
| Ema Kobiljski       | 13         | žákyně sedmé třídy a spolužačka pachatele, pokusila se zastavit pachatele, a tím zachránila 7 spolužáků |
| Andrija Čikić       | 14         | žák sedmé třídy, spolužák pachatele a výborný pianista                                                  |

| Zranění lidé       | Zranění lidé | Zranění lidé                              |
| ------------------ | ------------ | ----------------------------------------- |
| Jméno a příjmení   | Věk          | Popis                                     |
| Tatjana Stevanović | 43           | učitelka dějepisu                         |
| Helena Komnenović  | 14           | žákyně sedmé třídy a spolužačka pachatele |
| Vladimir Popović   | 14           | žák sedmé třídy a spolužák pachatele      |
| Veljko Milošević   | 13           | žák sedmé třídy a spolužák pachatele      |
| Andrej Batinić     | 14           | žák sedmé třídy a spolužák pachatele      |
| Jovan Dimitrijević | 14           | žák sedmé třídy a spolužák pachatele      |

## Důsledky
Vláda Srbska uspořádala ve 13:15 místního času mimořádnou mediální konferenci, které se zúčastnili ministr školství Branko Ružić, ministryně zdravotnictví Danica Grujičić, ministr vnitra Bratislav Gašić a šéf bělehradské policie Veselin Milić. Na konferenci byly vyhlášeny tři dny smutku počínaje 5. květnem. Vyučování ve školách je do konce dne přerušeno. Na konferenci byl zveřejněn podrobný průběh střelby, počet mrtvých a zraněných, stav zraněných a totožnost pachatele. Bylo oznámeno, že Ústav duševního zdraví aktivuje dvě telefonické poradenské linky a zvýší přístup k osobnímu poradenství pro ty, kteří cítí potřebu psychologické podpory. V Transfuzním ústavu bylo organizováno i dobrovolné dárcovství krve pro zraněné studenty. 
V 18:00 se konala zvláštní tisková konference, které se zúčastnil prezident Srbska Aleksandar Vučić. Uvedl, že srbské vládě navrhne deset opatření, aby se podobným tragédiím v budoucnu zabránilo. Jedním z nich je snížení minimálního věku pro trestní odpovědnost ze čtrnácti na dvanáct. 
Na tiskové konferenci Ružić řekl, že při střelbě byl evidentní rakovinný, zhoubný vliv internetu, videoher a takzvaných západních hodnot. Toto prohlášení bylo kritizováno jak opozičními politickými stranami a nevládními organizacemi, tak veřejností.
Nezávislý svaz pedagogických pracovníků Srbska oznámil, že od 4. května pozastaví práci ve všech školách. Svaz školství Srbska oznámil, že od 5. května uspořádá generální stávku a vyzval vládu, aby vytvořila podmínky pro normální a bezpečný život dětí a zaměstnanců ve školství. 
Strana srbského slibu požádala o urychlené zasedání Výboru pro vzdělávání Národního shromáždění Srbska, zatímco Hnutí za obnovu Srbského království požadovalo, aby byly zakázány všechny reality show, které oslavují násilí. 

## Reakce
Před základní školou a kolem ní se po střelbě sešly stovky občanů včetně rodičů žáků základní školy. Později protestovali před budovami ministerstva zdravotnictví a ministerstva školství, kde požadovali rezignaci ministra Ružiće. 
Národní divadlo v Bělehradě oznámilo, že do 7. května přerušuje veškerou činnost. 
Občané Bělehradu, Nového Sadu, Niše, Kragujevace, Jagodiny, Nového Pazaru, Kraljeva, Užice, Valjeva, Kruševace, Čačaku, Prištiny, Baru, Podgorici, Banja Luky, Sarajeva, Záhřebu, Lublaňe, Skopje zaplatili obětem oběti a mnoha dalším městům. 
Prezident Srbska Aleksandar Vučić se téhož dne obrátil k veřejnosti ohledně střelby s tím, že vládě Srbska navrhne nová opatření v oblasti vyzbrojování, včetně snížení minimální věkové hranice pro trestní odpovědnost ze 14 na 12 let. 
Vláda Republiky Srbsko přijala opatření následující den. Kancelář UNICEF v Srbsku oznámila, že škola „není místem pro násilí jakéhokoli druhu“, zatímco srbský patriarcha Porfirije ji popsal jako „katastrofu“. Rada ministrů Bosny a Hercegoviny vyhlásila po střelbě 5. květen v zemi za národní den smutku, zatímco vláda Černé Hory vyhlásila 7. květen za den smutku. 
Branko Ružić na tiskové konferenci řekl, že „rakovinný, zhoubný vliv internetových videoher, takzvaných západních hodnot, je evidentní ve střelbě“. Kvůli tomuto prohlášení vyzvaly některé opoziční strany k jeho rezignaci, včetně Iniciativy mládeže za lidská práva a Nezávislého svazu pedagogických pracovníků Srbska, které oznámily, že od 4. května pozastaví práci ve všech školách. 
Vzdělávací unie Srbska oznámila, že od 5. května uspořádá generální stávku, a vyzvala vládu, aby „vytvořila podmínky pro normální a bezpečný život dětí a zaměstnanců ve vzdělávacím systému“. Bývalý ministr školství Srđan Verbić vyjádřil svůj nesouhlas s odvoláním Ružiće, ale řekl, že „pro celou situaci by bylo dobré, kdyby nabídl svou rezignaci jako osobní akt“, zatímco Mladen Šarčević řekl, že střelba „byla primárně způsobena nepozorností rodičů“. 
Strana Zavetnici požádala o urychlené zasedání Výboru pro vzdělávání Národního shromáždění Srbska, zatímco Hnutí pro obnovu Srbského království požadovalo zákaz „všech programů reality, které oslavují násilí“. Starosta Bělehradu Aleksandar Šapić vyjádřil soustrast a dodal, že vedení města „poskytne rodinám všemožnou pomoc“. 
4. května oblékl KK Partizan ve čtvrtém utkání play off Euroligy v Bělehradě na počest obětí střelby celočerné dresy. Slovinský basketbalový hráč Luka Dončić nabídl, že zaplatí pohřební náklady zabitých při střelbě. 

### Kondolenční zprávy
Velký počet mezinárodních představitelů, představitelů států a mezinárodních organizací útok odsoudil a vyjádřil soustrast rodinám obětí a nabídl jim podporu i podporu zraněným a všem postiženým střelbou na základní škole "Vladislav Ribnikar". 

## Copycat efekt
- Masová vražda v okolí Mladenovace a Smedereva v roce 2023, která se odehrála hned den poté.